# Myelochroa leucotyliza
Myelochroa leucotyliza är en lavart som först beskrevs av William Nylander och som fick sitt nu gällande namn av John Alan Elix och Mason Ellsworth Hale. 
Myelochroa leucotyliza ingår i släktet Myelochroa och familjen Parmeliaceae. Inga underarter finns listade i Catalogue of Life.